# Jacques van Elsäcker
Jacques van Elsäcker (Westkapelle, 12 december 1883 – Rotterdam, 26 juni 1972) was een Nederlands voordrachtskunstenaar, alsook leraar in de voordrachtskunst.

## Levensloop
Jacques wordt in 1883 in Westkapelle geboren als zoon van de hoofdonderwijzer van de plaatselijke lagere school. In maart 1899 gaat Jacques naar de Rijkskweekschool in Middelburg om zelf ook onderwijzer te worden. Na Louis Bouwmeester in het theater gezien te hebben leert hij het theater te waarderen. Op een avond van de kwekelingen draagt Jacques voor de eerste maal voor, het gedicht 'In de smidse' van Marie Boddaert. Ook ziet hij in die tijd een uitvoering van 'Lanceloet' van het Rotterdamsch Onderwijzers Toneel (R.O.T.), waarna hij het toneel spelen als zijn roeping voelt.
In 1904 krijgt Jacques werk als onderwijzer aan een armenschool in Rotterdam en wordt direct lid van het R.O.T.. Als het R.O.T. in hetzelfde jaar Mariken van Nieumeghen voordraagd, treed Jacques op als verteller. De daaropvolgende jaren blijft Jacques optreden als voordrachtskunstenaar. Op zijn 22e doet Jacques toelatingsexamen voor de Amsterdamsche Toneelschool, waarbij hij wederom 'In de smidse' voordraagt. Hoewel hij wordt aangenomen, zet hij niet door omdat de dagopleiding niet te combineren viel met het onderwijzen.
Elke zomer komt Jacques nog terug naar Westkapelle, zo leert hij (de zoon van de hoofdonderwijzer) Jan Campert en Adriaan Viruly kennen (de zonen van respectievelijk de huisarts en de burgemeester). Jacques deelt een voorliefde voor de literatuur en poëzie met Jan en Adriaan, dat tot een levenslange vriendschap zou leiden. Omstreeks 1919 stuurt Jacques een van de eerste gedichten van Jan Campert naar, de door Jan bewonderde, Willem Kloos.
Van Elsäcker blijft onderwijzer maar blijft aan zijn kunst werken. Zo neemt hij les bij Albert Vogel sr., die zijn talent onderkende. In de tijd dat Vogel voorzitter is van de Haagse Kunstkring (1926-1932) nodigt hij Jacques vaak uit om daar op te treden. Dan komt in 1929, na 25 jaar voor de klas te hebben gestaan, het moment dat Jacques volledig voor zijn kunst kiest. Hij biedt zijn ontslag aan, en treed op van Vlaanderen tot aan Nederlandse verenigingen in Denemarken en Oostenrijk. Ook gaat hij weer lesgeven, voordrachtskunst aan de Rotterdamse Volksuniversiteit. In 1938 wordt hij hoofdleraar voordrachtskunst aan de gecombineerde Conservatoria Holthaus-Pijper.

### Tweede Wereldoorlog
Gedurende de gespannen tijd vlak voor de Tweede Wereldoorlog, draagt Van Elsäcker enkele politiek beladen stukken voor zoals vertalingen van Im Westen nichts Neues van Remarque en Prozess ohne Richter van Bernard von Brentano. Tijdens de oorlog weigert hij zich aan te melden bij de Kulturkammer, hierdoor brak voor hem een financieel barre tijd aan. Optreden was immers niet meer mogelijk, wel bleef hij ondergronds bij vrienden optreden. Na de oorlog pakt Van Elsäcker het voordragen weer op en moet zijn contacten weer opbouwen. Zo bemerkt hij een verschil met collega's die wel hadden getekend bij de Kulturkammer, zij hadden immers nog wel al hun contacten behouden en kwamen dus gemakkelijker aan de bak. Hij zou tot op hoge leeftijd blijven doceren aan de Volksuniversiteit.
In 1945 draagt Van Elsäcker een gedicht van zijn vroegere buurmeisje in Westkapelle, Mientje Lievense, voor bij een herdenkingsdienst in de kerk van Domburg. Walcheren, en vooral Westkapelle heeft het zwaar te verduren gehad tijdens de oorlog. De voordracht maakte dan ook een grote indruk op de toch al aangeslagen bevolking.
Op latere leeftijd wordt Van Elsäcker vaak vergezeld door jeugdvriend Adriaan Viruly. Samen herdenken ze hun, in de oorlog gesneuvelde jeugdvriend, Jan Campert. Door Viruly wordt Van Elsäcker nog al eens vergeleken met de sterke toren van Westkapelle.

## Onderscheiding
In 1954 ontvangt Van Elsäcker de 'Penning van de Leuve', die als motto Ingenium et Ardor (voor talent en ijver) heeft. Overhandiger W.A. Wegener zegt over Van Elsäcker dat `elk optreden van deze kunstenaar altijd iets heeft van een debuut, gij stelt u er steeds op in iets nieuws en iets beters te brengen'.

## Familie
Jacques' vader was Jan Jacob van Elsäcker, hoofd van de openbare school in Westkapelle van 1885 tot 1 januari 1912. Jan Jacob van Elsäcker was geboren op 6 december 1851 te Sint-Annaland, en trouwde op 9 mei 1879 te Oosterland met Maria Louisa Brouwer, aldaar geboren op 10 februari 1856. Het echtpaar had naast Jacques nog twee zonen en twee dochters. Jacques' moeder overlijdt op 24 april 1917 en zijn vader op 12 mei 1928, beiden te Westkapelle.
Jacques' oudere broer Rinus (Marinus Cornelis van Elsäcker), opzichter van de Polder Walcheren, kwam op 16 november 1914 om het leven bij de ontploffing van een aangespoelde zeemijn op de dijk bij Westkapelle. Op de begrafenis spreekt Jacques zijn dank uit aan de vertegenwoordigers van het Polderbestuur voor hun tegenwoordigheid.
- International Standard Name Identifier: 0000 0003 9588 1914
- Nederlandse Thesaurus van Auteursnamen: 074648357
- Virtual International Authority File: 290692797
- WorldCat: E39PCjGgfQyP4xQxyRgjHGPpvb